# Vinzenz Böröcz
Vinzenz Böröcz (* 22. Dezember 1915 in Fertőszéleskút, Königreich Ungarn; † 30. Oktober 1994 in Eisenstadt, Österreich) war ein österreichischer Politiker (KPÖ) und Buchdrucker. Als Mitglied des provisorischen Landesausschusses und Abgeordneter zur ersten Länderkonferenz Österreichs im Jahr 1945 engagierte sich Böröcz stark für die Wiederherstellung des Burgenlandes. Von 1953 bis 1956 war er Abgeordneter zum Burgenländischen Landtag und jahrelang Landesparteiobmann der KPÖ.

## Biographie

### Herkunft und Jugend

#### Familie und frühe Kindheit
Böröczs Familie stammte aus dem Burgenland, damals als Deutsch-Westungarn Teil der ungarischen Reichshälfte. Sein Großvater väterlicherseits, Ladislaus Böröcz, kam als junger Mann von Hegykö (Heiligenstein) nach Fertőszéleskút (Breitenbrunn). Ein großer Teil der Familie von Böröcz reiste auch in die Vereinigten Staaten aus, so wie damals zahlreiche Burgenländer. Ein anderer Teil seiner Familie ließ sich in Kaisersteinbruch, ebenfalls am Neusiedlersee, nieder.
Geboren wurde Böröcz am 22. Dezember 1915 in Breitenbrunn als Sohn von Vinzenz Böröcz sr. und Katharina Böröcz (gebürtige Jobst). Sein Vater war Zimmermeister und zur Zeit der Räterepublik in Ungarn Mitglied des örtlichen Direktoriums von Breitenbrunn, weshalb er 1921 vor ungarischen Freischärlern, welche die Landnahme des Burgenlandes verhindern wollten, nach Sommerein fliehen musste. Vinzenz Böröcz blieb währenddessen mit seiner Mutter in Breitenbrunn, wo beide aktiver Lebensgefahr ausgesetzt waren, da die Freischärler vor Ort oftmals betrunken waren und besonders gegenüber der Familie Böröcz (aufgrund der politischen Aktivitäten von Vinzenzs Vater) sehr feindlich gesinnt waren, was zu mehreren Verhören seiner Mutter durch die Freischaren führte.

#### Jugend und Widerstand
Er absolvierte eine Buchdruckerlehre und war bereits während seiner Lehrzeit Mitglied der SAJ, der damaligen Jugendorganisation der SDAPÖ. Während der Februarkämpfe 1934 trat er zur KPÖ über.

### Politische Haft und Weltkrieg

#### Politische Haft und Wehrmacht
1935 gelangte er für sechs Monate in politische Haft. Er stand ab März 1938 unter Aufsicht der Gestapo und wurde im Herbst 1938 vorübergehend in Haft genommen. Am 1. Februar 1940 wurde er wegen Vorbereitung zum Hochverrat zu 16 Monaten Zuchthaus und dem Verlust der Wehrwürdigkeit verurteilt, dennoch am 1. Jänner 1943 zur Strafdivision 999 eingezogen, wo er das Kriegsende in Wesermünde miterlebte.

### Politisches Wirken nach 1945

#### Karriere zur Besatzungszeit
Im Juni 1945 kehrte Böröcz aus dem Kriegsdienst zurück und war als Sekretär in der Land- und Forstarbeitergewerkschaft des Burgenlandes beschäftigt. Weiters war er im September 1945 Delegierter der KPÖ bei der ersten Länderkonferenz in Wien und zwischen 1945 und 1950 Stadtrat in Eisenstadt. Zwischen dem 1. Oktober 1945 und dem 4. Jänner 1946 gehörte er dem provisorischen Landesausschuss an und war zwischen dem 19. März 1953 und dem 11. Juni 1956 einziger kommunistischer Vertreter im Burgenländischen Landtag, wobei die Kommunisten 1953 als „Wahlgemeinschaft österreichischer Volksopposition“ angetreten war. Böröcz war zwischen 1948 und 1949 Mitglied der Arbeiterkammer im Burgenland und von 1946 bis 1981 Landesobmann der KPÖ Burgenland. Zugleich war Böröcz von 1946 bis 1987 Mitglied des Zentralkomitees der KPÖ. 1993 gehörte er zu den Gründungsmitgliedern der Alfred Klahr Gesellschaft, deren Vorstand er bis zu seinem Tod angehörte.

#### Antifaschistische Arbeit
Ab den 1980er-Jahren verlagerte sich Böröczs politische Arbeit von der KPÖ Burgenland zum größten Teil auf den KZ-Verband. Im Rahmen seiner Arbeit für den KZ-Verband hielt Böröcz, gemeinsam mit dem Widerstandskämpfer Stefan Billes (SPÖ) und mehreren ÖVP-Widerstandskämpfern, im Schuljahr 1991/1992 an 23 höheren Schulen Vorträge über das Regime der Nazis und den Widerstand gegen dieses. Der damalige Schulsprecher der FPÖ, Eduard Nicka (Sohn des NSDAP-Gauleiters von Oberwart, Eduard Nicka), warf Böröcz und Billes daraufhin vor an den Schulen „Propaganda gegen die FPÖ“ zu verbreiten und eine „klare Wahlempfehlung auszusprechen“ und forderte daher erfolglos die Entfernung der beiden von den Schulen.

## Politische Ansichten
Böröcz war zeitlebens überzeugter Marxist-Leninist und Antifaschist, wobei er den Antifaschismus als überparteiliches Thema sah und sich in seinen letzten Lebensjahren stets Sorgen über einen „erstarkenden Rassismus und Neonazismus“ machte. Das Hauptthema seines Wirkens war stets der Kampf um eine demokratische Bodenreform im Burgenland, sowie um die Enteignung der ungarischen Magnaten-Familie Esterházy, auch wenn er dabei jahrzehntelang keine starken Erfolge verzeichnen konnte.

## Privatleben
Im Juni 1940 heiratete Böröcz seine Frau Anna Seubart (1920–1994), mit welcher er zwei Kinder hatte: Erich Böröcz (1939–2009) und Bruno Böröcz (1943–2023). Beide Kinder wurden später ebenfalls in der KPÖ bzw. der Partei der Arbeit Österreichs aktiv. Seine Frau überlebte Böröcz nur um drei Wochen. In seinen letzten drei Wochen überarbeitete Böröcz, trotz schwerer Krankheit und obwohl in der Verlust seiner Frau sehr belastete, noch das Manuskript seines Buches, welches schließlich posthum erschienen ist.

## Veröffentlichungen
- posthum: Kampf um Boden und Freiheit. Wo das Land den Esterházys gehörte., Globus-Verlag, Wien 1995

## Auszeichnungen und Ehrungen
- 1975: Großes Ehrenzeichen des Landes Burgenland[10]
- 1977: Ehrenzeichen für Verdienste um die Befreiung Österreichs[10]
- 1977: Verdienstkreuz der Stadtgemeinde Eisenstadt[10]
- 1977: Ehrenbürgerschaft der Stadt Eisenstadt[10]